# 門立駅
門立駅（もだちえき）は、かつて愛知県額田郡岩津町（現・岡崎市）にあった、三河鉄道門立支線の駅。同線の終点駅であった。
三河鉄道は1941年に名古屋鉄道（名鉄）に吸収合併されているが、門立支線はそれ以前に廃止されているため、名鉄へ継承されていない。

## 歴史
- 1924年（大正13年）12月27日 - 岡崎電気軌道により、岡崎井田 - 当駅間が開業した際に開設。
- 1927年（昭和2年）7月19日 - 岡崎電気軌道が三河鉄道に吸収合併される。
- 1929年（昭和4年）12月18日 - 三河岩脇 - 上挙母間開業に伴い、三河岩脇 - 当駅間は盲腸線となる。同時に名称が門立支線となる。
- 1938年（昭和13年）5月1日 - 門立支線と共に休止。
- 1939年（昭和14年）10月3日 - 門立支線廃止により廃駅[1]。

## 利用状況
『愛知県統計書』によると、年間乗降人員および荷物取扱量は以下の通りである。
| 年度     | 乗車人員（人） | 降車人員（人） | 発送貨物       | 発送貨物  | 到着貨物  | 出典  |
| 年度     | 乗車人員（人） | 降車人員（人） | 小手荷物（瓩） | 貨物 (瓲) | 貨物 (瓲) | 出典  |
| -------- | -------------- | -------------- | -------------- | --------- | --------- | ----- |
| 1933年度 | 29,502         | 26,797         | 6,526.0        |           |           | [ 2 ] |
| 1934年度 | 29,642         | 28,097         | 4,912.0        |           |           | [ 3 ] |
| 1935年度 | 28,317         | 27,078         | 6,194.0        |           |           | [ 4 ] |
| 1936年度 | 25,902         | 25,370         | 5,680.0        |           |           | [ 5 ] |
| 1937年度 | 30,540         | 10,500         | 524.9          |           |           | [ 6 ] |

## その他
旧・門立駅は、現在の名鉄バス門立停留所付近。愛知県道39号岡崎足助線の整備もあり痕跡は残っていない。

## 隣の駅
三河鉄道
門立支線
細川駅 - 門立駅